# 倪國璉
倪國璉（？—1743年），字子珍、穗疇、西崑、紫珍，號穟疇、稼疇，浙江省杭州府仁和縣（今浙江省杭州市）人，清朝政治人物。

## 生平
康熙五十九年，浙江鄉試中舉。雍正八年（1730年），登庚戌科進士二甲第四名進士。授庶吉士。雍正十一年，授翰林院編修，改山西道監察御史，期間協理山東道事。雍正十三年，擔任雲南鄉試正考官。乾隆元年，擔任湖南鄉試副考官。乾隆三年，擔任江南道監察御史。乾隆五年，擔任湖南學政、刑科掌印給事中。乾隆八年，擔任上江鳳潁泗宣諭化導使。卒贈禮部侍郎。
著有《康濟錄》、《御定康濟錄》、《春及堂詩集》。

## 家族
有子倪承寬、孫倪時慶。